# De Groene Amsterdammer

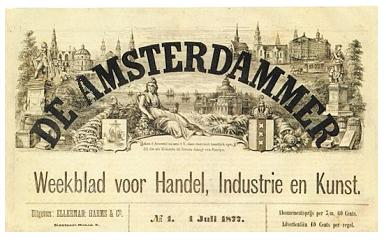
Capa do De Amsterdammer duma edição de 1877, com o nome original

De Groene Amsterdammer é uma revista semanal independente holandesa publicada em Amesterdão e distribuída por toda a Holanda. É convencionalmente considerado um dos quatro principais semanários, ao lado de HP/De Tijd, Vrij Nederland e Elsevier.

## História e perfil
De Groene Amsterdammer foi fundada em 1877, tornando-a uma das mais antigas revistas holandesas ainda existentes. A revista começou com o nome De Amsterdammer, que significa O Amsterdammer. Nos seus primeiros dias, era usada tinta verde, mais tarde fazendo com que a palavra groene (verde) fosse adicionada ao seu nome quando um segundo jornal em Amesterdão foi publicado com o mesmo nome De Amsterdammer. O nome De Groene Amsterdammer tornou-se oficial em 1925. Como o próprio título indica, o semanário é baseado em Amesterdão. Durante a ocupação alemã entre 1940 e 1945, a revista cessou temporariamente a publicação.
Ao longo do tempo, a revista se manifestou na mídia holandesa com uma ampla gama de assuntos publicados, variando de filosofia, política e literatura a artes liberais. De Groene Amsterdammer, ao contrário do que o nome sugere, mostra um grande interesse em assuntos internacionais, com uma rede de correspondentes freelancers em vários países do mundo.
A revista semanal é geralmente considerada intelectualmente de esquerda e progressiva.

## Editores notáveis
- Martin van Amerongen
- Dirk Bezemer
- Anna Blaman
- Simon Carmiggelt
- Martin van Creveld
- Frederik van Eeden
- Henk Hofland
- Theodor Holman
- Loe de Jong
- Geert Mak
- Anil Ramdas